# امپرور (گروه موسیقی)
امپراتور یک گروه بلک متال نروژی است که در سال ۱۹۹۱ تشکیل شد و منتقدان و گروه‌های نوظهور بلک متال آن را بسیار اثرگذار می‌دانند. اعضا این گروه در سال ۲۰۰۱ از هم جدا شدند، اما از سال ۲۰۰۵ تا ۲۰۰۷ برای چند جشنواره و تورهای کوتاه در ایالات متحده دوباره جمع شدند و این اتفاق در سال‌های ۲۰۱۳ تا ۲۰۱۴ نیز رخ داد. امپرور برای سومین بار در سال ۲۰۱۶ اصلاح شد. این گروه توسط ایشاهان (گیتار / آواز) و Samoth (سپس درامز) تأسیس شد.